# Henri Tomasi
Henri Frédien Tomasi (ur. 17 sierpnia 1901 w Marsylii, zm. 13 stycznia 1971 w Paryżu) – francuski kompozytor i dyrygent.

## Życiorys
Urodził się w rodzinie pochodzenia korsykańskiego. Uczył się w konserwatorium w Marsylii, następnie studiował w Konserwatorium Paryskim u Paula Vidala (kompozycja) oraz Vincenta d’Indy’ego i Philippe’a Gauberta (dyrygentura). W 1927 roku zdobył Prix de Rome za kantatę Coriolan. Od 1931 roku współpracował z Radio-Colonial, w 1932 roku został współzałożycielem propagującej nową muzykę grupy Triton. W latach 1939–1940 odbył służbę wojskową. Od 1940 do 1943 roku był dyrygentem Orchestre National w Marsylii. Od 1946 do 1950 roku dyrygował operą w Monte Carlo. W latach 1947–1952 kierował Orchestre du Casino w Vichy. W 1952 roku został nagrodzony Grand Prix de Musique Française. Został odznaczony Legią Honorową, odmówił jednak jej przyjęcia na znak protestu przeciw brakowi konserwatorium na Korsyce.

## Twórczość
W swojej różnorodnej stylistycznie twórczości uprawiał wszystkie gatunki muzyczne. Muzyka Tomasiego ma eklektyczny charakter, kompozytor odwoływał się do tematyki związanej z rodzinną Korsyką, elementów egzotycznych (Kambodża, Laos, Sahara, Tahiti), a także do chorału gregoriańskiego i tańców średniowiecznych. Należał do pionierów autonomicznej muzyki radiowej. Pod koniec życia kompozytora w jego twórczości pojawiły się nawiązania polityczne (wojna wietnamska).

## Wybrane kompozycje
(na podstawie materiałów źródłowych)

### Utwory orkiestrowe
- Obsessions (sur un rhytme de habanera) na wiolonczelę i orkiestrę (1927)
- poemat symfoniczny Cyrnos na fortepian i orkiestrę (1929)
- Scènes municipales (1933)
- poemat symfoniczny Tam-Tam (1933)
- 2 danses cambodgiennes na orkiestrę kameralną (1934)
- Danses brésiliennes na orkiestrę kameralną (1936)
- impresje saharyjskie Caravanes (1938)
- Concerts asiatique na perkusję i orkiestrę (1939)
- Symphonie en ut (1942)
- Koncert na flet (1944)
- Koncert na trąbkę (1948)
- Koncert na saksofon (1949)
- Koncert na altówkę (1950)
- Nuits de Provence (1951)
- Impressions cyrnéennes (1952)
- Koncert na róg (1954)
- 3 lettres de mon moulin (1954)
- Koncert na puzon (1956)
- Sinfonietta provençale na orkiestrę kameralną (1956)
- Koncert na klarnet i orkiestrę smyczkową (1956)
- Koncert na fagot i orkiestrę kameralną (1958)
- poemat symfoniczny Jabadao (1960)
- 5 danses profanes et sacrées (1960)
- Koncert na skrzypce (1962)
- Taïtienne de Gauguin (1963)
- Variations grégoriennes sur un Salve Regina na trąbkę i orkiestrę (1964)
- Concerto de printemps na flet i orkiestrę smyczkową (1965)
- Symphonie du Tiers-Monde (1967)
- Koncert na wiolonczelę (1968)
- poemat symfoniczny Chant pour le Viet-Nam (1968)
- Koncert na kontrabas (1970)

### Utwory kameralne
- Variations sur un thème corse na kwintet dęty (1925)
- suita japońska Jeux de Geishas na zespół kameralny (1936)
- Concert champêtre na obój, klarnet i fagot (1938)
- Trio smyczkowe (1938)
- Divertimento Corsica na trio dęte (1951)
- Kwintet dęty (1952)
- Suite calendale na flet prowansalski galoubet i tamburyny (1960)
- Printemps na sekstet instrumentów dętych (1963)
- Danseuses de Degas na harfę i kwartet smyczkowy (1964)
- La Moresca na 8 instrumentów dętych (1965)
- Sonatine attique na klarnet (1966)
- Kwartet na 4 kontrabasy (1968)
- Invocations et danses rituelles na flet, klarnet i harfę (1969)

### Opery
- Miguel Mañara (1941–1944, wyst. Monachium 1956)
- L’Atlantide (1951, wyst. Miluza 1954)
- Sampiero Corso (1953, wyst. Bordeaux 1956)
- opera-oratorium La triomphe de Jeanne (1955, wyst. Paryż 1957)
- François d’Assise (Le petit pauvre) (1957, wyst. Paryż 1960)
- Le silence de la mer (1959, wyst. Tuluza 1964)
- Princesse Pauline (1961, wyst. Paryż 1962)
- Ulysse ou le beau périple (1961, wyst. Miluza 1965)
- L’elixir du révérend Père Gaucher (1962, wyst. Tuluza 1964)
- L’éloge de la folie (1965, wyst. Paryż 1968)

### Balety
- La Grisi (1935)
- La Rosière de village (1936)
- Les santons (1937)
- La féerie laotienne (1939)
- Les folies mazarguaises (1951)
- Noces de cendres (1952)
- Dassine, sultane de Hoggar (1959)
- Nana (1960)
- Les barbaresques (1962)

### Muzyka do słuchowisk radiowych
- Miguel Mañara (1935)
- Le chant des îles (1944)